# Alain de Botton
Alain de Botton (* 20. prosince 1969) je švýcarský spisovatel, filozof, televizní producent a podnikatel, který žije ve Velké Británii. Jeho knihy a televizní vystoupení diskutují současná témata a zdůrazňují filosofický rozměr každodenního života. V srpnu 2008 byl de Botton zakládajícím členem nového vzdělávacího zařízení v centru Londýna s názvem Škola života „School of Life“.
V roce 2011 byl zvolen za člena Royal Society of Literature (FRSL).

## Životopis
De Botton se narodil v Curychu a pochází z "sefardské" židovské rodiny, která má původ v Kastilii na Pyrenejském poloostrově. Mezi jeho předky patří rabín, žák Samuel de Medina Abraham de Boton. Babička z otcovy strany byla agentka Yolande Harmerová. Jeho otec Gilbert de Botton se narodil v Alexandrii v Egyptě a odešel žít a pracovat do Švýcarska. Byl spoluzakladatelem úspěšné investiční firmy Global Asset Management. S první manželkou, Jacqueline Burgauer, měl dvě děti, Allana a Miel, rozvedli se v roce 1988.
De Botton žil první léta svého života ve Švýcarsku, kde se naučil francouzštinu a němčinu. Dále studoval na internátní Dragon School v Oxfordu, kde byla základním jazykem angličtina. Posléze přešel do Harrow School, dále na Gonville and Caius College v Cambridge, s výborným prospěchem vystudoval magisterské studium historie a nakonec dokončil magisterské studium (MPhil) na King's College, Londýnské univerzity (1991–1992). Poté začal studovat francouzskou filosofii na Harvardově univerzitě, ale studia ukončil a začal psát knihy pro širší veřejnost. První knihu, Essays In Love (1993), napsal ve 23 letech a prodalo se jí dva miliony výtisků.[zdroj?]

## Publikace
- Essays In Love (1993), také jako On Love: A Novel (2006), česky Lekce z lásky. Přeložil Viktor Janiš. Leda, 2008.[4]
- The Romantic Movement (1994)
- Kiss and Tell (1995)
- How Proust Can Change Your Life (1997)
- The Consolations of Philosophy (2000), česky Útěcha z filosofie. Přeložila Eva Dejmková, Kniha Zlín, 2010.[5]
- The Art of Travel (2002), česky Umění cestovat. Přeložila Alice Hyrmanová, Kniha Zlín, 2010.[6]
- Status Anxiety (2004)
- The Architecture of Happiness (2006), česky Architektura štěstí. Kniha Zlín, 2010[7]
- The Pleasures and Sorrows of Work (2009)
- A Week at the Airport (2009)
- Religion for Atheists: A Non-Believer's Guide to the Uses of Religion (2011), česky Náboženství pro ateisty, bezvěrcův průvodce po užitečných stránkách náboženství. Přeložil Pavel Bakič. Kniha Zlín, 2011.[8]
- How to Think More About Sex (2011)

## Filmografie
"Lekce z lásky" byly adaptovány jako film – romantická komedie – režisérem Julianem Kempem s názvem "My Last Five Girlfriends".

## Architektura
V květnu 2009 byl zakládajícím členem nové organizace architektů zvané Živá architektura – „Living Architecture“. V témže roce byl jmenován čestným členem Royal Institute of British Architects (Královského institutu britských architektů) jako uznání jeho služeb k architektuře.
Televizní seriál Perfect Home obsahuje tři třičtvrtěhodinové epizody zadané televizi Channel 4 na základě knihy Architektura štěstí (2006).

## Televize a rozhlas
Je tvůrcem mnoha televizních seriálů na základě svých knih. V roce 2011 byl hostem série rozhovorů s názvem "A Point of View" pro BBC Radio 4.